# Societat Castellonenca de Cultura
La Societat Castellonenca de Cultura és una entitat cultural activa a Castelló de la Plana des de 1919. Va nàixer amb la intencionalitat de promoure els estudis històrics i filològics de Castelló i les comarques del nord del País Valencià. Té la seu en l'antic emplaçament de l'Arxiu Municipal de Castelló, que avui ho és de la Biblioteca Municipal, al carrer Major.

## Història
Fou fundada el 1919 per un grup d'erudits, escriptors i artistes castellonencs formats per Salvador Guinot, Àngel Sánchez i Gozalbo, Lluís Revest i Corzo, Joan Carbó Domènech i Ricard Carreras i Balado. Les primeres reunions de la Societat es feien al carrer d'Alloza –o d'Amunt– de Castelló. Poc de temps després van passar a la casa de Ricardo Carreras, al carrer Enmig. A la mort d'este, el 7 de febrer de 1929, la vídua els va continuar oferint sa casa perquè es reuniren, ja que era allà on estava la redacció del Boletín. Salvador Guinot fou el primer president.
Ricardo Carreras el primer director del Boletín de la Sociedad Castellonense de Cultura (BSCC), el qual s'ha vingut publicant des de llavors amb l'única interrupció de la Guerra Civil. El butlletí s'ha encarregat d'acomplir el seu objectiu preferent: impulsar la recerca i la publicació de treballs històrics, artístics o filològics en l'àmbit específic de la regió de Castelló. Al llarg de la seva història ha publicat més de 200 llibres i opuscles.
Fins a la Guerra Civil hi participaren els intel·lectuals més destacats del nord del País Valencià, cosa que li donà un gran prestigi en el seu camp. El 1932 seria l'encarregada de convocar l'Assemblea d'Escriptors Valencians, els quals adoptarien la guia ortogràfica del valencià coneguda popularment com les Normes de Castelló.
Al llarg dels anys han anat ingressant altres personalitats de la cultura local com ara Manuel Betí, Joan Porcar, Vicent Sos Baynat, Carlos González-Espressati, Casimir Melià, Bernat Artola, Germà Colon, Arcadi Garcia, Honori Garcia, Lluís Gimeno, Carles Salvador o Josep Sánchez Adell, entre d'altres.
El 1986 va ser distingida amb la Creu de Sant Jordi de la Generalitat de Catalunya. Actualment, forma part del Confederación Española de Centros de Estudios Locales (CECEL), entitat vinculada al CSIC.

## Presidents
- Salvador Guinot Vilar.
- Ricardo Carreras Balado.
- Carlos González-Espressati Sánchez.
- Casimir Melià Tena.
- Josep Sánchez Adell.
- Ferran Olucha Montins.
- Elena Sánchez Almela.